# 네가 나에게 어떻게 이럴수 있니
〈네가 나에게 어떻게 이럴수 있니?〉는 대한민국의 여성 싱어송라이터 장덕에 의해 작사 · 작곡된 곡이다. 장덕의 다섯번째 정규 음반 《예정된 시간을 위해》의 A면 머릿곡으로 발표되었다.

## 배경
장현이 매니지먼트사 코아기획을 설립하고 장덕의 매니지먼트로서의 일을 본격적으로 하게 되면서 장현 · 장덕 남매는 서초동 무지개 아파트에서 함께 살게 되었다. 그리고 어느 날 두 사람은 함께 식사를 하고 있었는 데, 장덕이 오빠 장현이 집으려 한 반찬을 먼저 집어 먹는 상황이 벌어졌다. 이에 오빠 장현은 장덕에게 "네가 나에게 어떻게 이럴수 있니?"라며 화를 내며 말했다고 한다. 그리고 이 재미있는 상황을 잊지 못하면서 장덕은 얼마 후 곡을 만들게 되는데, 그 곡이 바로 '난 정말 믿을 수 없어 / 어떻게 이럴수 있니? / 네가 나에게 어떻게 이럴 수 있니?'라는 내용의 <네가 나에게 어떻게 이럴수 있니?>다.